# ضوري (زورق)

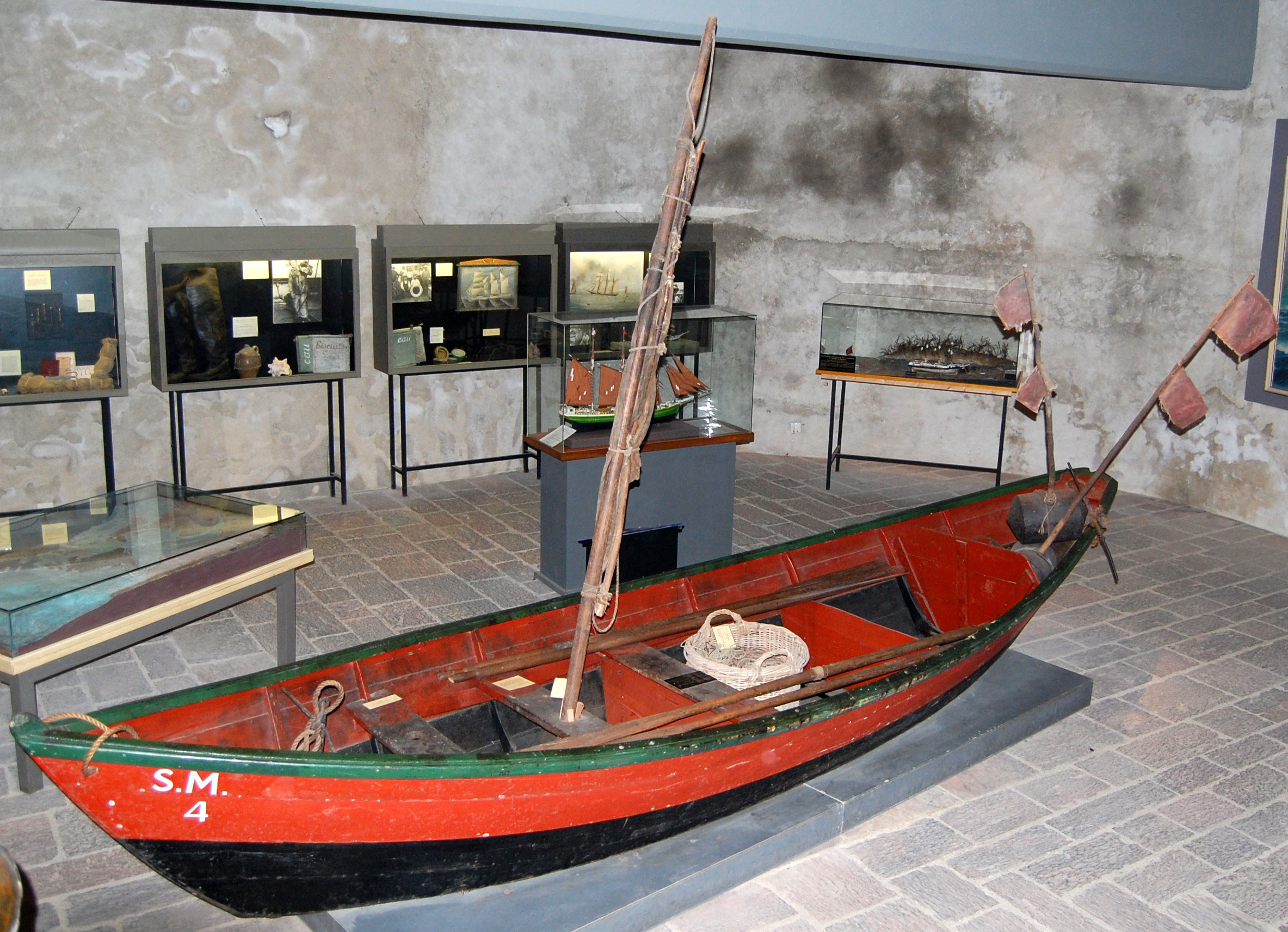
ضوريّ في متحف تاريخ شنت مالو في بريتانيا بفرنسا(Saint-Malo, Brittany, France)

الضَّوْرِيّ زورق مسطح القعر ضيقه.